# Martina Halinárová
Martina Halinárová (Geboren als Martina Jašicova en ook bekend onder de naam Martina Schwarzbacherová) (Dolný Kubín, 22 april 1973) is een Slowaaks voormalig biatlete. Ze vertegenwoordigde haar vaderland op de Olympische Winterspelen 1994 in Lillehammer, en de Olympische Winterspelen 1998 in Nagano, de Olympische Winterspelen 2002 in Salt Lake City, de Olympische Winterspelen 2006 in Turijn, en de Olympische Winterspelen 2010 in Vancouver. Ze is getrouwd geweest met Slowaaks biatlon coach Roman Schwarzbacher van wie ze in 2001 scheidde. In ditzelfde jaar hertrouwde ze met ondernemer Ivan Halinar van wie ze in 2006 scheidde. Samen met Halinar heeft ze een zoon.

## Resultaten

### Olympische Winterspelen
| Jaar | Plaats         | Resultaten                                                                           |
| ---- | -------------- | ------------------------------------------------------------------------------------ |
| 1994 | Lillehammer    | 15e 7,5 km sprint 6e 15 km individueel                                               |
| 1998 | Nagano         | 7e 7,5 km sprint 46e 15 km individueel 4e 4x7,5 km estafette                         |
| 2002 | Salt Lake City | 13e 7,5 km sprint 18e 10 km achtervolging 9e 15 km individueel 5e 4x7,5 km estafette |
| 2006 | Turijn         | 16e 7,5 km sprint LAP 10 km achtervolging 34e 15 km individueel 10e 4x6 km estafette |
| 2010 | Vancouver      | 54e 7,5 km sprint LAP 10 km achtervolging 44e 15 km individueel 13e 4x6 km estafette |

### Wereldkampioenschappen
| Jaar | Plaats           | Resultaten                                                                                                  |
| ---- | ---------------- | --- |
| 1995 | Antholz          | 11e 7,5 km sprint 10e 15 km individueel 4e 4x7,5 km estafette                                               |
| 1996 | Ruhpolding       | 37e 7,5 km sprint 35e 15 km individueel 11e 4x7,5 km estafette                                              |
| 1997 | Brezno-Osrblie   | 38e 7,5 km sprint 24e 10 km achtervolging 66e 15 km individueel 7e 4x7,5 km estafette 4e Ploegproef (team)  |
| 1999 | Kontiolahti      | 17e 7,5 km sprint · 10 km achtervolging · 8e 4x7,5 km estafette                                             |
| 1999 | Oslo             | 5e 12,5 km massa start 45e 15 km individueel                                                                |
| 2000 | Oslo             | 29e 7,5 km sprint 21e 10 km achtervolging 22e 12,5 km massastart 5e 15 km individueel 8e 4x7,5 km estafette |
| 2001 | Pokljuka         | 71e 7,5 km sprint 55e 15 km individueel 11e 4x7,5 km estafette                                              |
| 2003 | Chanty-Mansiejsk | 6e 7,5 km sprint 21e 10 km achtervolging 7e 12,5 km massastart 40e 15 km individueel 10e 4x6 km estafette   |
| 2005 | Hochfilzen       | 41e 7,5 km sprint 20e 10 km achtervolging 37e 15 km individueel 6e 4x6 km estafette                         |
| 2007 | Antholz          | 46e 7,5 km sprint 27e 10 km achtervolging 24e 12,5 km massastart 17e 15 km individueel 15e 4x6 km estafette |
| 2008 | Östersund        | 40e 7,5 km sprint 38e 10 km achtervolging 17e 15 km individueel 9e 4x6 km estafette                         |
| 2009 | Pyeongchang      | 80e 7,5 km sprint 81e 15 km individueel 13e 4x6 km estafette                                                |
| 2011 | Chanty-Mansiejsk | 92e 7,5 km sprint 64e 15 km individueel 7e 4x6 km estafette                                                 |

### Wereldbeker
Eindklasseringen
| Seizoen   | Algemeen | Individueel | Sprint | Achtervolging | Massastart |
| --------- | -------- | ----------- | ------ | ------------- | ---------- |
| 1997/1998 | 37e      |             |        |               |            |
| 1998/1999 | 15e      |             |        |               |            |
| 1999/2000 | 28e      |             |        |               |            |
| 2000/2001 | 51e      |             |        |               |            |
| 2001/2002 | 33e      |             |        |               |            |
| 2002/2003 | 26e      |             |        |               |            |
| 2004/2005 | 55e      |             |        |               |            |
| 2005/2006 | 50e      |             |        |               |            |
| 2006/2007 | 51e      |             |        |               |            |
| 2007/2008 | 45e      |             |        |               |            |
| 2008/2009 | 90e      |             |        |               |            |
| 2009/2010 | 92e      |             |        |               |            |

Wereldbekerzeges
| Nr. | Datum        | Plaats | Onderdeel         |
| --- | ------------ | ------ | ----------------- |
| 1.  | 9 maart 1995 | Lahti  | 15 km individueel |